# Niklasz László
Niklasz László (Budapest, 1944. március 14. —), építőmérnök, földmérő szakmérnök, geodéziai automatizálási szakmérnök, rendszerszervező, a Nemzetközi Geodéziai Társaság (IAG) Management of Geodetic Data munkacsoportjának tagja (1980-1983), az MTA Geodéziai Tudományos Bizottság Térinformatikai Albizottságának tagja (1991-2000), Fotogrammetriai Albizottságának tagja (1997-1999), Földművelésügyi Minisztérium földügyi miniszteri biztosa (1997-2000), Magyar Földmérési, Térképészeti és Távérzékelési Társaság tagja (1970- ) Egy ismert magyar földmérő dinasztia tagja. 

## Élete
Az egyetem elvégzését követően a Budapesti Geodéziai és Térképészeti Vállalatnál (BGTV) dolgozott 1991-ig: A kezdetekben (1970-85) programfejlesztőként, rendszerszervezőként, ill. főmunkatársként tevékenykedett (fontosabb munkái: az első magyar geodéziai alappont adatbázis-kezelő rendszer, ill. az első hazai geodéziai alapponthálózat kiegyenlítő programrendszer fejlesztése). Később (1985-87) a Számítóközpont vezetője (digitális földmérési alaptérkép előállítását célzó digitális adatgyűjtési technológiák), az Informatikai Iroda vezetője (1987-89) (első hazai földmérési alaptérkép változásvezetési rendszer kidolgozása), majd (1989-től) a műszaki fejlesztési és számítástechnikai osztály vezetője lett (első hazai településirányítási információs rendszer). Közben, 1981-ben a Magyar Néphadsereg (MN) Térképészeti Intézeténél tartalékos tiszti továbbképzésben vett részt: főhadnagyként geodéta, térképész főtechnikus szakképzettségre tett szert.
1991 és 2000 között a Földművelésügyi, ill. Földművelésügyi és Vidékfejlesztési Minisztériumban (FM) dolgozott a földügyi-térképészeti szakterület reformjának megvalósításában (földhivatali hálózat számítógépesítése, digitális adatkezelés bevezetése). 1991 és 1996 között a Földügyi és Térképészeti Főosztály főtanácsosa (földhivatalok korszerűsítése, IT fejlesztése). 1996 és 1997 között a Földügyi és Térképészeti Főosztály, ill. a Földmérési és Informatikai Osztály vezetője (Nemzeti Kataszteri Program (NKP); térképalapú integrált ingatlan-nyilvántartási rendszer (TAKAROS); földhivatalok közti telekommunikációs hálózat (TAKARNET); digitális alaptérkép (DAT) szabvány). 1999 és 2000 között az FM földügyi miniszteri biztosa, ill. a Földügyi és Térképészeti Főosztály vezetője (földprivatizáció, NKP felügyelete, ingatlan-nyilvántartási-, ill. földtörvény-tervezetek előkészítése).
2000-től a Geometria Kft. üzletág igazgatója (agrárstatisztika térinformatikai hátterének kialakítása a KSH-ban; az FM Integrált Igazgatási és Ellenőrzési Rendszerének, illetve a Honvédelmi Minisztérium (HM) Védelmi Hivatal Honvédelmi Igazgatás Informatikai Rendszere (KTIR) térinformatikai alrendszerének kialakítása). 2007-től ellátta a cég leányvállalata, a graphIT Kft. térinformatikai üzletágigazgatói feladatait is (Határőrizeti Tevékenységet Támogató Rendszer (HTTR) térinformatikai szegmensének kialakítása a HM Védelmi Hivatal számára)
2009-től önálló térinformatikai szakértőként dolgozott számos államigazgatási, önkormányzati és felsőfokú oktatási intézménynek (pl.: HM, Földmérési és Távérzékelési Intézet (FÖMI), Törökbálint Város Önkormányzata, Budapesti Corvinus Egyetem, Környezeti Management és Jog Egyesület (EMLA)).

## Munkássága
Munkássága első szakaszában (1970-1991) részt vett a Budapesti Geodéziai és Térképészeti Vállalat számítástechnikai rendszerének (PDP 11/40 számítógép, térképdigitalizáló berendezések, rajzgépek) beszerzésében, kiépítésében, ami lehetővé tette a földmérés és térképészet területén – Közép-Európában egyedülálló módon – a gépi számítások, digitalizáció bevezetését. Szoftverfejlesztő mérnökeként, rendszerszervezőjeként megalkotta a magyar geodéziai alapponthálózat bemérése során, a mérési eredmények között mutatkozó geometriai (matematikai) ellentmondások megszüntetését célzó számítások (kiegyenlítő számítások) számítógépen való megoldását. A kiegyenlítő számítás a földmérő mérnök nélkülözhetetlen eszköze a megbízható eredmények kialakításához, mert ezek mind mérések alapján jönnek létre. Munkássága révén kifejlesztett programrendszer használata mérföldkövet jelentett a geodéziai számítások területén, azaz az analitikus számításról a digitálisra való áttérést. Ehhez kapcsolódóan, mint rendszer- és szoftverfejlesztő részt vett a digitális földmérési alaptérkép előállítását célzó digitális adatgyűjtési technológiák kialakításában, majd a digitális földmérési alaptérkép változásvezetési rendszerének megalkotásában és a földhivataloknál történő bevezetésében. A technológiai fejlesztések és a K+F feladatok megvalósítása érdekében tanulmányokat folytatott az osztrák Bundesamt für Eich- und Vermessungswesen-nél (osztrák földmérési főhatóságnál), a német Aristo, ill. DEC és a svájci Wild cégeknél. A digitális térképkezelési technológiára alapozva a BGTV-nél településirányitási információs rendszer (RÁBINFORM) kialakítását irányította, amely a földmérési alaptérkép, a közműtérképek és egyéb, a település irányításához szükséges adatok együttes, számítógépen történő kezelését tette lehetővé.
Munkássága második szakaszában a Földművelésügyi Minisztérium Földügyi és Térképészeti Főosztálya (FM FTF) főtanácsosaként, főosztályvezetőjeként, földügyi miniszteri biztosaként munkatársaival kidolgozta a földhivatalok IT fejlesztési stratégiáját, az ingatlan-nyilvántartási titkárok oktatási tantervét, majd részt vett a titkárok oktatásában (ELTE JTKI). Ezt követően a „Computerization of Land Offices, ill. a Computerization of Capitol Land Offices” c. EU PHARE projekt, ill. a svájci-magyar bilaterális együttműködés keretében projektmenedzserként 116 körzeti földhivatal számítógépesítését, valamint 7.5 millió, a fővárosban 830 ezer ingatlan adatainak (tulajdoni lapok) számítógépre vitelét irányította 1994-96 között.
Ezt követően a Nemzeti Kataszteri Programot (NKP) irányította miniszteri biztosként (1997-2000). Ez a tevékenysége a program tervezésére, a földhivatalok informatikai fejlesztésének irányítására (térképalapú integrált ingatlan-nyilvántartási rendszer (TAKAROS), hivatalok közötti telekommunikációs hálózat TAKARNET) terjedt ki. Ezzel összhangban vezetője volt a földügyi szakigazgatásnak (földmérés, ingatlan-nyilvántartás, földhasználat és –védelem). Munkássága révén, munkatársaira támaszkodva létrejött a korszerű, számítógéppel működtetett ingatlan-nyilvántartás, amit az EU-hoz való csatlakozás feltételeként szabtak.
Földügyi miniszteri biztosként az NKP keretében a földprivatizációt irányította, ezen belül a részarány-földkiadás nevesítés földhivatalokra és földművelésügyi hivatalokra háruló munkáját koordinálta.
A Geometria Térinformatikai Rendszerház Kft. és leányvállalata a GraphIT Kft. üzletág igazgatójaként 2000-2009 közötti munkássága a következőkre terjedt ki; az agrárstatisztika térinformatikai hátterének kialakítása a KSH-ban (2001-2002); részvétel a Földművelésügyi Minisztérium Integrált Igazgatási és Ellenőrzési Rendszerének kialakításában (2001-2002); részvétel a Honvédelmi Minisztérium Határőrizeti Tevékenységet Támogató Rendszere térinformatikai szegmensének kifejlesztésében és menedzselésében (2004), ill. a Honvédelmi igazgatás informatikai rendszere térinformatikai szegmensének kifejlesztésében és menedzselésében (2006-2007).
Munkásságát 2009-től önálló rendszertervezőként, térinformatikai szakértőként folytatta. Nevéhez fűződik a következő informatikai rendszerek megtervezése: GEOSHOP geoportál a Földmérési és Távérzékelési Intézet részére (2009-10); TÉKA Tájérték Kataszter a Budapesti Corvinus Egyetem részére (2010); Törökbálint Város Környezeti Információs Rendszere a polgármesteri hivatal részére (2009-10); szervezetfejlesztés Törökbálint Város önkormányzatánál ÁROP pályázat elkészítése.
Törökbálint Város jegyzőjének szaktanácsadója 2009-23 között. A Városfejlesztési és Környezetvédelmi Bizottság külső tagja (2012-16). Munkásságának erre az időszakra eső legjelentősebb tevékenységei: „Helyi és kistérségi gazdaságfejlesztés alapjainak lerakása önkormányzati kapacitásfejlesztéssel és tudástranszferrel” c. projekt szakmai irányítása (2013-17). Norvég Alapok által támogatott projekt; „Tudástranszfer az e-learningről és az e-kormányzásról / digitalizációról helyi önkormányzati szinten” c. projekt szakmai irányítása (2017). Norvég Alapok által támogatott projekt. „Cultural Pedestrian Walkway and Cycle Path in the Western Gateway of Budapest” c. pályázat elkészítése (2023) az EU EUI01-278-BBT programja keretében.

## Főbb publikációi
- Technológiai és hardware fejlesztési célkitűzések a földmérési munkák automatizálására a BGTV számítógép-konfiguráció bázisának a figyelembe-vételével (társszerző). OMFB tanulmány, 1977.
- Geodéziai  alapponthálózat kiegyenlítése PDP 11/40-es számítógépen. Geodézia és Kartográfia  (Geod. és Kartog.). 1978/4.
- Földhivatali digitális változásvezetési rendszer. Előzetes logikai tervezet. BGTV Műszaki fejlesztési oszt., MÉM Országos Földügyi és Térképészeti Hivatal 21 084/1977., 1981.
- Interaktív grafikus változásvezetési rendszer. Geod. és Kartog. 1984/2.
- Digitális térkép adatgyűjtési technológiájának továbbfejlesztése. (társszerző) Mezőgazdasági és Élelmezésügyi Minisztérium K+F AP-6 projekt, beszámoló jelentés, 1988-90.
- The Automation of Land Registry and Cadastral Maps. CAMP’92 2nd International Exhibition and Conference. Conference Proceedings, 1992. Budapest.
- TAKAROS – digitális térképek nyilvántartásának és kezelésének földhivatali koncepciója. Geod. és Kartog. 1995/2.
- Nagyméretarányú kataszteri felmérési és térképezési stratégia Magyarország számára. Geod. és Kart. 1995/2.
- Informatika I. rész. Számítástechnikai alapismeretek ingatlan-nyilvántartási titkárok részére. Jegyzet. ELTE Jogi Továbbképző Intézet, 1996.
- Cadastre – Basic Component of the Hungarian Spatial Data Infrastructure. Presented paper (társszerző), FIG Commission 3., International Seminar on GIS/LIS, Thessaloniki, 1997.
- Geodéziai számítástechnika (társszerző). Tankönyv, Agrárszakoktatási Intézet, Budapest 1999.ISBN 963 9185 124<
- A földügyi igazgatás korszerűsítésének stratégiája. Geod. és Kartog. 1998/3.
- A földhivatalok információtechnológiai fejlesztésének stratégiája. eod. és Kartog. 1998/7.
- A földügyi igazgatás szolgáltatásainak széles körű elterjesztését célzó marketing- és PR – stratégia. Geod. és Kartog. 1998/9.
- Modern Land Registration and Cadastre – Infrastructural Basis for GI Applications in Agriculture, Rural and Regional Developments. Contributed paper (társszerző), 5th EC GIS Workshop, Stresa, 1999.
- A földügyi-térképészeti szakterület oktatási, továbbképzési stratégiája. Térinformatika 2000/6.
- Az Ültetvény Statisztikai Térinformatika (ÜST) rendszerének megvalósítása a KSH-ban (társszerző). Acta Agraria Kaposváriensis, 2002, Vol 6 No 3, 1-9
- Törökbálint Város környezeti GIS alkalmazásainak megvalósítása projekt, KEOP-6.3.0./1F, Részletes megvalósíthatósági tanulmány, 2009
- Környezeti Információs Rendszer és GIS alkalmazások (társszerző). Geod. és Kartog. 2010/7..
- Geoportál létrehozása téradat-infrastruktúra fejlesztéssel projekt, KEOP-6.3.0./1F, Részletes megvalósíthatósági tanulmány, 2009.
- Törökbálint a digitális városból intelligens várossá válás útján. Geod. és Kartog. 2015/9-10.
- Térségi gazdaságfejlesztés és okos régió térinformatikai támogatással (társszerző). Geod. és Kartog. 2018/1.
- Törökbálint Város Önkormányzatának Klímastratégia Terve, 2021.

### Oktatói tevékenység
- BME Általános Geodézia Tsz.: Ingatlan-nyilvántartás korszerű módszerei (szakmérnök képzés), 1998.
- ELTE JTKI: Számítástechnika, ill. szervezéstan (ingatlan-nyilvántartást titkár képzés) 1997-2000.

### Tagság szakmai szervezetekben
- MTESZ Magyar Földmérési, Térképészeti és Távérzékelési Társaság (1970- )
- IAG Management of Geodetic Data SSG 4.66 munkacsoport (1980-83)
- Budapesti és Pest Megyei Mérnöki Kamara (1992-2002)
- MTA Geodéziai Tudományos Bizottság Térinformatikai Albizottság (1991-2000)
- MTA Geodéziai Tudományos Bizottság Fotogrammetriai Albizottság (1997-99)